# 2. HMNL 1997./98.
Druga hrvatska malonogometna liga za sezonu 1997./98.

## Ljestvice

### Jug
| mj  | klub                  | ut | pob | ner | por | gol+ | gol- | bod     |
| --- | --------------------- | -- | --- | --- | --- | ---- | ---- | ------- |
| 1.  | Sport Line (Split)    | 20 | 16  | 0   | 4   | 133  | 84   | 48      |
| 2.  | Porto Tolero (Ploče)  | 20 | 14  | 2   | 4   | 133  | 88   | 44      |
| 3.  | Adriacink (Split)     | 20 | 14  | 2   | 4   | 105  | 76   | 44      |
| 4.  | Jadroplov (Split)     | 20 | 11  | 2   | 7   | 112  | 92   | 35      |
| 5.  | Trogir (Trogir)       | 20 | 11  | 2   | 7   | 94   | 88   | 35      |
| 6.  | Danilo (Danilo)       | 20 | 9   | 1   | 10  | 113  | 113  | 28      |
| 7.  | Narona (Metković)     | 20 | 8   | 2   | 10  | 102  | 101  | 21 (-5) |
| 8.  | Frendy (Dubrovnik)    | 20 | 6   | 2   | 12  | 100  | 112  | 20      |
| 9.  | Croatia (Blizna)      | 20 | 5   | 3   | 12  | 94   | 108  | 13 (-5) |
| 10. | Primošten (Primošten) | 20 | 3   | 1   | 16  | 57   | 116  | 10      |
| 11. | Aenona (Nin)          | 20 | 3   | 1   | 16  | 64   | 127  | 10      |

### Sjever
| mj | klub                    | ut | pob | ner | por | gol+ | gol- | bod |
| -- | ----------------------- | -- | --- | --- | --- | ---- | ---- | --- |
| 1. | Đakovo (Đakovo)         | 10 | 8   | 1   | 1   | 76   | 37   | 25  |
| 2. | Šilo (Osijek)           | 10 | 8   | 0   | 2   | 46   | 30   | 24  |
| 3. | Lovački rog (Osijek)    | 10 | 6   | 0   | 4   | 64   | 42   | 18  |
| 4. | Virovitica (Virovitica) | 10 | 4   | 0   | 6   | 53   | 55   | 12  |
| 5. | Omega (Bilje)           | 10 | 2   | 0   | 8   | 50   | 62   | 6   |
| 6. | Juventus (Hercegovac)   | 10 | 1   | 1   | 8   | 29   | 86   | 4   |

### Zapad
| mj | klub                      | ut | pob | ner | por | gol+ | gol- | bod |
| -- | ------------------------- | -- | --- | --- | --- | ---- | ---- | --- |
| 1. | Bistro Petar RKM (Zagreb) | 10 | 8   | 0   | 2   | 83   | 41   | 24  |
| 2. | Pekara Biškić (Zagreb)    | 10 | 7   | 0   | 3   | 91   | 59   | 21  |
| 3. | Prigorac (Jastrebarsko)   | 10 | 7   | 0   | 3   | 74   | 51   | 21  |
| 4. | Karlovac (Karlovac)       | 10 | 6   | 0   | 4   | 58   | 50   | 18  |
| 5. | Visoko (Visoko)           | 10 | 1   | 0   | 9   | 40   | 85   | 3   |
| 6. | Industrogradnja (Zagreb)  | 10 | 1   | 0   | 9   | 35   | 95   | 3   |

### Razigravanje za prvaka II. HMNL
| mj | klub                      | ut | pob | ner | por | gol+ | gol- | bod |
| -- | ------------------------- | -- | --- | --- | --- | ---- | ---- | --- |
| 1. | Bistro Petar RKM (Zagreb) | 2  | 2   | 0   | 0   | 17   | 6    | 6   |
| 2. | Sport Line (Split)        | 2  | 1   | 0   | 1   | 7    | 10   | 3   |
| 3. | Đakovo (Đakovo)           | 2  | 0   | 0   | 2   | 6    | 14   | 0   |

## Poveznice
- Prva hrvatska malonogometna liga 1997./98.